# Schiacciata alla fiorentina
La schiacciata alla fiorentina è un tipico dolce fiorentino  di Carnevale. Questa non ha niente a che vedere con la schiacciata salata tradizionale.
Dolce che stupisce all'estero, che ricorda la Torta paradiso. 

## Descrizione
Questa torta viene fatta tradizionalmente durante il periodo di Carnevale. Non deve superare i 3 cm di altezza da cotta e deve rimanere soffice. Solitamente viene cotta in una mezza teglia simile a quelle utilizzate per la pizza al taglio.
Negli ultimi anni ne sono comparse versioni ripiene di creme varie che devono considerarsi decisamente spurie rispetto all'originale, la cui caratteristica è proprio la semplicità di una torta casalinga spolverata con zucchero a velo e cacao dolce in polvere.